# Julius Kraft (Soziologe)
Julius Kraft (* 23. Oktober 1898 in Wunstorf, Provinz Hannover; † 29. Dezember 1960 in Norwalk, Connecticut) war ein deutscher Soziologe und Hochschullehrer. Er verstarb während einer Zugfahrt von New Haven nach New York auf der Rückreise von einem Treffen der American Philosophical Society an der Yale University.

## Leben
Kraft wurde als Sohn des Holzkaufmanns und angesehenen Senators Emil Kraft und dessen Ehefrau Elfriede in Wunstorf geboren. Er erlangte die Hochschulreife an einem Gymnasium in Hannover und nahm als Soldat am Ersten Weltkrieg teil. Ab 1919 studierte er in Göttingen Jura (Promotion 1922) und Philosophie, Soziologie und Staatswissenschaft bei Leonard Nelson (Promotion 1924). Danach war Kraft in Wien bei Hans Kelsen; er freundete sich  mit Karl Popper an, der ein entfernter Verwandter von Kraft ist. Von 1925 bis 1928 war er Assistent Franz Oppenheimers in Frankfurt und nach der Habilitation (1928) Privatdozent an dessen Lehrstuhl für theoretische Nationalökonomie und Soziologie. 1929 heiratete er die Juristin Margit Fuchs, sie hatten eine Tochter.
Nach der Machtübergabe an die Nationalsozialisten 1933 wurde ihm die Lehrbefugnis entzogen. Er emigrierte in die Niederlande und arbeitete bis 1939 als Privatdozent an der Universität Utrecht. Seine Eltern flohen im März 1939 aus Deutschland in die Niederlande. Sein Vater wurde nach Auschwitz deportiert und dort 1943 ermordet, seine Mutter beging Suizid. Nach der Emigration in die Vereinigten Staaten war er bis 1944 als Dozent (Lecturer) an der University of Rochester tätig. 1944/45 war er Gastprofessor an Colgate-Rochesters Divinity School, 1945/46 Dozent (Instructor, Lecturer) in New York City (Hunter College, New York University, New School for Social Research). Im Jahr 1947 erhielt er eine Stelle als Professor der Philosophie am Washington and Jefferson College in Washington in Pennsylvania. 1954 ging er nach London und arbeitete an der kritischen Ausgabe der Werke Leonard Nelsons. Nach Rückkehr aus der Emigration erhielt er 1957 als Wiedergutmachungsmaßnahme den Lehrstuhl für Gesellschaftswissenschaft an der Universität in Frankfurt am Main am neu gegründeten „Seminar für Gesellschaftslehre“ der Wirtschafts- und Sozialwissenschaftlichen Fakultät. Der Lehrstuhl wurde nach Krafts Emeritierung nicht wieder besetzt.

## Wissenschaftliche Schwerpunkte
Kraft arbeitete hauptsächlich auf den Gebieten der Sozialphilosophie und Rechtssoziologie, war Gegner der Phänomenologie und der Existenzphilosophie und vertrat eine strikte Trennung von idealen Rechtsnormen und der Rechtswirklichkeit. Insbesondere das phänomenologische Kriterium der Evidenz bezweifelte er angesichts der unterschiedlichen Auffassungen über das Recht, das einmal auf Seinsgesetze zurückgeführt, zum anderen als rein positives Recht charakterisiert wird. Phänomenologische Untersuchungen zum Recht sind daher eine „Ableitung von Folgerungen aus Abstraktionen, deren Materie an und für sich willkürlich bestimmt ist. Die als Wesensanschauungen vorgetragenen Folgerungen können daher sowohl aus empirischen, aus rationalen wie aus empirisch-rationalen Begriffen gezogen sein.“

## Schriften (Auswahl)
- Die juristische und soziologische Bedeutung der Unterscheidung von privatem und öffentlichem Recht. In: Zeitschrift für öffentliches Recht, Band 3, 1923, S. 563ff.
- Die Methode der Rechtstheorie in der Schule von Kant und Fries Dr. W. Rotschild, Berlin-Grunewald 1924. Dissertation.
- Die philosophischen Grundlagen der Kriminalpolitik. Rotschild, Berlin-Grunewald 1925. Göttinger Dissertation.
- Rechtssoziologie. In: Handwörterbuch der Soziologie, 1931. 2. Auflage 1959
- Von Husserl zu Heidegger. Kritik der phänomenologischen Philosophie. Buske, Leipzig und Rascher, Zürich/Leipzig 1932. 3. Auflage 1977.
- Die ‚Wiedergeburt‘ des Naturrechts. Verlag Öffentliches Leben, Berlin 1932.
- Die Unmöglichkeit der Geisteswissenschaft. Buske, Leipzig und Rascher, Zürich/Leipzig 1934. 2. Auflage: Öffentliches Leben, Frankfurt 1957. 3. Auflage Meiner, Hamburg 1977.
- Paradoxien des positiven Rechts. In: Internationale Zeitschrift für Theorie des Rechts, Band 9, 1935, S. 270ff.
- Erkenntnis und Glaube. Sijthoff, Leiden 1937.
- Philosophie als Wissenschaft und Weltanschauung. Herausgegeben von Albert Menne, Meiner, Hamburg 1977.

Julius Kraft war Begründer und Herausgeber der Zeitschrift Ratio 1–3 (1957 bis 1960, deutsch und englisch) und (Mit-)Herausgeber der neunbändigen Gesammelte Schriften von Leonard Nelson.